# Островна биогеография
Островната биогеография е област на биогеографията, която се опитва да установи и обясни факторите на изобилието на видове в естествените съобщества. Островите могат да бъдат всеки ареал ограден от територия, която е неподходяща за видовете на островите.
Теорията е развита за да докаже изобилието на видове на естествените острови. Оттогава тя се е разширила и включва планини заобиколени от пустини, езера заобиколени от суша, гори заобиколени от пейзажи изменени от човека. Използва се за всяка екосистема заобиколена от различни екосистеми.
Идеята за тази област на биогеографията е замислена през 60-те години на 20 век от еколозите Робърт Макартър и Едуард Озбърн Уилсън, които измислят „теорията на островната биогеография“. С тази теория се опитват да обяснят, колко вида ще съществуват на новопоявил се остров.